# Human Rights Watch

Logo Human Rights Watch

Human Rights Watch (HRW) – pozarządowa organizacja zajmująca się ochroną praw człowieka, powstała w 1988 z przekształcenia Helsinki Watch.
Początki organizacji sięgają roku 1978, gdy Helsinki Watch zostało założone przez Robert L. Bernstein, Aryeh Neier (został jej pierwszym dyrektorem) i Jeri Laber, w związku z realizacją postanowień KBWE. Obecnie dyrektorem HRW jest od 1993 roku Kenneth Roth.
Siedziba HRW znajduje się w Nowym Jorku. Organizacja dzieli się na 5 wydziałów: Afryka, obie Ameryki, Azja, Bliski Wschód, obszar OBWE.

## Funkcja
Zajmuje się monitorowaniem przestrzegania praw człowieka w różnych rejonach świata. W przeciwieństwie do Amnesty International, HRW nie jest organizacją członkowską; skupia się na lobbingu i pracy z mediami.

### Główne cele
Skupia się przede wszystkim na:
- obronie wolności słowa i przekonań
- zwalczaniu cenzury
- zapewnieniu oskarżonym prawa do uczciwego procesu i ewentualnego azylu
- przeciwdziała zabójstwom politycznym
- zapobiega torturom i arbitralnemu pozbawianiu wolności
- ochronie praw kobiet (w tym prawa do aborcji) i praw dziecka
- zwalczaniu przekazywania broni reżimom i partyzantom naruszającym prawa człowieka

### Lata 90
Działalność HRW w latach 90. obejmowała:
- misje śledcze
- sporządzanie raportów
- działalność egzaminacyjną